# Karpatismus
Ein Karpatismus ist ein Lexem, das in allen goralischen Mundarten entlang des westlichen Karpatenbogens, auf dem Gebiet Polens, der Slowakei und Tschechiens (im Olsagebiet und in der Mährischen Walachei), aufscheint und für diese Region typisch ist. Zahlreiche Karpatismen sind rumänischen Ursprungs und wurden von den Walachen im späten Mittelalter überliefert. Im breiteren Sinne werden als Karpatismen auch phonetische, morphologische und syntaktische Züge bezeichnet, die für das obgenannte Gebiet charakteristisch sind.
Viele Karpatismen wurden in das Polnische, Slowakische und in die lachischen und ostmährischen (insbesondere walachischen) Mundarten des Tschechischen übernommen.

## Beispiele
- bryndza (Schafskäse)
- grapa (steile Bergwiese)
- koszar (Umzäunung)
- kozub (Feuerplatz)
- kyrdel (Herde)
- magura (Holm)
- przysłop (Bergsattel)
- watra (Feuer)